# Mörtingen
Mörtingen ist ein Teilort von Schweindorf, einem Stadtteil von Neresheim.

## Lage
Der Weiler Mörtingen liegt auf einer Hochfläche der Schwäbischen Alb, dem Härtsfeld. Mit der Kreisstraße K 3303 ist der Ort mit dem Straßennetz verbunden. Schweindorf liegt etwa 1,5 Kilometer von Schweindorf entfernt, von Neresheim etwa 6 Kilometer.

## Geschichte
Erste Erwähnung findet der Ort im Jahre 1140 als Maerdingen. 1371 und 1408 erwarb das Spital Nördlingen den Ort samt Vogtei und Kirchensatz von den Nell von Aufhausen und den von Katzenstein. Mörtingen, zu dieser Zeit noch ein Dorf mit eigener Kirche (St. Lorenz), wurde wahrscheinlich im Städtekrieg 1442/49 zerstört und erlangte nie mehr die alte Bedeutung. Nach der Zerstörung baute der Gutsherr Martin Eisenbarth von Katzenstein, der die Besitzungen Fluertshäuser Hof den Weiler Hohlenstein innehatte, wieder auf. Das älteste Gebäude im Ort, wird heute immer noch mit einem bärtigen Mann (Zeichen der Eisenbarths von Katzenstein) über der Eingangstüre geziert.
Der Ort hieß zwischen dem 15. Jahrhundert und nach 1896 Mörtinger Höfe. Heute hat der Weiler noch fünf Wohnhäuser und einige Nebengebäude.